# Хилльер, Бен
Бен Хи́лльер (англ. Ben Hillier) — британский музыкальный поп-рок-продюсер, являющийся одним из участников новаторской группы 140 dB. Продюсировал такие популярные и получившие благожелательные отзывы критиков альбомы как Playing the Angel, Sounds of the Universe, Delta Machine группы Depeche Mode, Think Tank группы Blur, Some Cities группы Doves и Cast of Thousands группы Elbow.

## Дискография

### Продюсирование (неполный список)
- 2000 — Грэм Коксон — Golden D
- 2001 — Clinic — Walking with Thee
- 2001 — Elbow — Asleep in the Back (6 треков)
- 2003 — Blur — Think Tank
- 2003 — Elbow — Cast of Thousands
- 2004 — Tom McRae — Just Like Blood
- 2005 — Depeche Mode — Playing the Angel
- 2005 — Doves — Some Cities
- 2006 — The Futureheads — News and Tributes
- 2007 — The Horrors — Strange House
- 2008 — The Rascals — Rascalize
- 2009 — Depeche Mode — Sounds of the Universe
- 2013 — Depeche Mode — Delta Machine
- 2013 — Надин Шах — Love Your Dum and Mad
- 2015 — Balthazar — Thin Walls